# テューレ島
テューレ島（テューレとう、英語：Thule Island、またはモレル島）は、サウスサンドウィッチ諸島の島で、イギリス領サウスジョージア・サウスサンドウィッチ諸島に属している。南極地域を除くと、世界で最も南に位置する島である。また、主権国家の領有する領土のうち、世界で最も南に位置する。別名のモレル島はベンジャミン・モレルに由来する。

## 地理
三角形のような形状で、幅3 km、面積は14 km2。南東にはフライパンの柄のような形状の半島を有する。直径1.2kmほどの火口カルデラを持つ標高710 mのラーセン山の西側は海岸まで落ちる円弧状の急斜面になっている。ラーセン山は、南極探検家のカール・アントン・ラーセンにちなんで命名された。最南東端はトウィッチャー岩。
近傍のクック島とベリングスハウゼン島と共に南トゥーレを形成している。クック島との間には海底火山の火口があり、トゥーレ島とクック島はかつて単一の島であったかもしれないと考えられている。クック島は標高960mのホールドゲート山が1956年に噴火しており、ラーセン山も1962年に火口からの水蒸気と降灰が観測され、標高は1,074 mまで達している。

## アルゼンチンの領有権主張

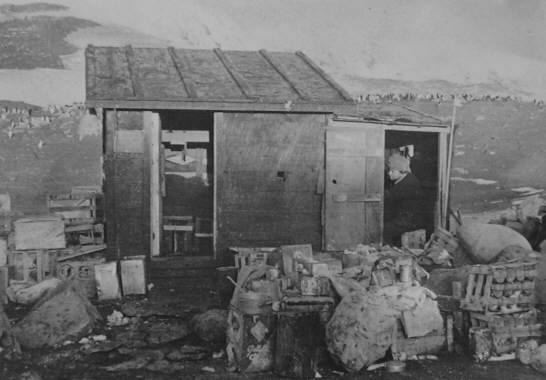
アルゼンチンがテューレ島に建設した基地「テニエンテエスキベル」

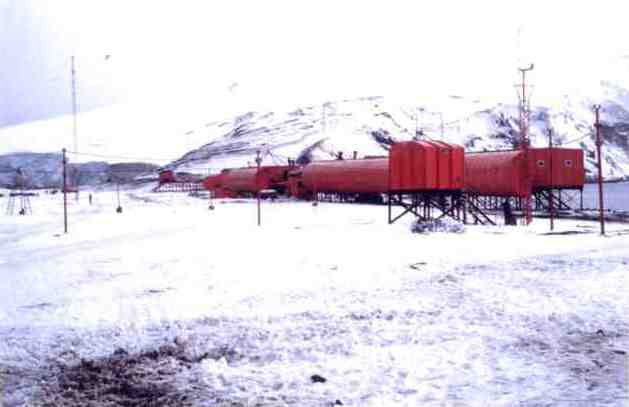
アルゼンチンがテューレ島に建設した基地「コルベタウルグアイ」

アルゼンチンはティエラ・デル・フエゴ州の一部として領有権を主張している。
1955年、領有権主張の一環としてアルゼンチンが基地を建設したが、翌年には火山活動のため放棄された。基地はその後も残り、1982年にイギリスにより破棄された。